# Гянджинский троллейбус
Гянджинский троллейбус — закрытая сеть общественного электротранспорта города Гянджа (Азербайджан), состоявшая из восьми маршрутов. Сдана в эксплуатацию 1 мая 1955 года. Максимальная длина — 112,9 км. В 2004 году закрыта.
Подвижной состав: МТБ-82, ЗиУ-5, ЗиУ-9, Škoda 9Tr, Škoda 14Tr.

## Список маршрутов
По состоянию на 1986-1988 годы:
- № 1 Совхоз «Низами» — Проспект Ленина
- № 2 Железнодорожный вокзал — Осипяна
- № 3 28 апреля — Параллельная
- № 4 Гюлустан — Гамида
- № 5 28 апреля — Параллельная
- № 6 Ени-Гянджа — Центральный рынок
- № 7 Багбанлар — Университет
- № 8 Совхоз «Низами» — Посёлок Почтовый

По состоянию на 2000 год:
- № 1 Совхоз «Низами» — Проспект Ленина
- № 2 Железнодорожный вокзал — Осипяна
- № 4 Гюлустан — Гамида
- № 8 Совхоз «Низами» — Посёлок Почтовый